# Maxi Rodríguez
Maximiliano Rubén "Maxi" Rodríguez (Rosario, 1981. január 2.) argentin korábbi válogatott labdarúgó. Jelenleg a Newell’s Old Boys középpályása.

## Pályafutása
Az argentin játékos bármelyik szélen képes jól teljesíteni, de mindenképpen a támadás az első számú erőssége. Beceneve La Feria, azaz A Vadállat. Utánpótlás éveit a Newell's Old Boys csapatánál töltötte.
A nagyszerű technikájának köszönhetően igazolt Európába, amikor 2001-ben hat hónapra kölcsönben a Real Oviedo játékosa lett. Csak egyszer lépett pályára a másodosztályú csapatnál, de az Espanyol így is felfigyelt rá, ráadásul az akkori U20-as világbajnokság argentin házi gólkirálya lett.
A katalán együttesnél 110 alkalommal volt a gyepen, ezalatt 26-szor eredményes is volt, így kiharcolta magának, hogy 2003-ban Japán ellen debütálhasson a felnőtt válogatottban is. A 2005–06-os idény elején drágán az Atleticóhoz szerződött, és ott volt azon a nyáron a németországi világbajnokságon is.
A tornán 6–0 arányú győzelmet arattak az akkor még Szerbia és Montenegró néven szereplő válogatott ellen, majd a nyolcaddöntőben a hosszabbításban az ő hatalmas góljával jutottak tovább Mexikó ellen. A "Kékek" később kiestek, de azt a bal lábas lövést szavazták meg a torna legszebb találatának.
Nem csoda tehát, hogy a következő évben óriási elvárások voltak iránta a spanyoloknál, ám egy válogatott összecsapáson súlyosan megsérült, ami miatt csupán tízszer kaphatott lehetőséget. A 2007–08-as évad szerencsésebben alakult, negyedikek lettek a bajnokságban.
Bajnokok Ligáját érő helyen zártak tehát, és a csoportkörben pont a Liverpoollal kerültek egy négyesbe, és az Anfield Roadon ő szerezte csapata gólját az 1–1-es meccsen. Aztán másodikként továbbjutottak, később pedig újfent negyedikek lettek a La Ligában.
2009 nyarán egy barátságos mérkőzésen még egyszer ellátogatott a Mersey partjára, ekkor győzte meg Rafael Benítezt arról, hogy itt a helye a Vörösöknél. Fél év múlva meg is szerezte a spanyol tréner.